# Federico Guglielmo Lento

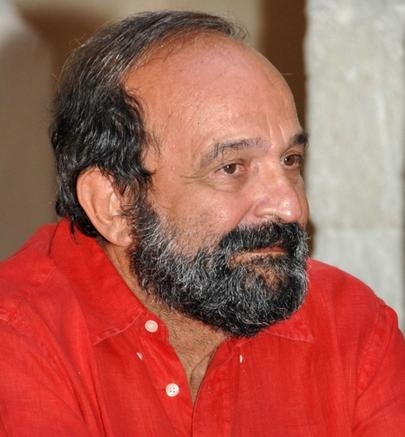
Federico Guglielmo Lento

Federico Guglielmo Lento (* 4. August 1942 in Filadelfia; † 25. Oktober 2010 in Gela) war ein italienischer Arzt und Politiker.

## Leben
Nach dem Studium der Medizin spezialisierte sich der aus Kalabrien stammende Lento auf die Fachbereiche Dermatologie und Infektiologie. Er war Dozent an der Universität Messina.
Er starb 2010 im Alter von 68 Jahren an einer plötzlichen Krankheit.

## Politik
Nachdem er ursprünglich Mitglied der Kommunistischen Partei Italiens gewesen war, wurde Lento bei den Parlamentswahlen 1992 im Wahlkreis Palermo-Trapani-Agrigent-Caltanissetta für die Partei der Kommunistischen Wiedergründung (PRC) in die italienische Abgeordnetenkammer gewählt.
1996 wurde er für das von der PRC unterstützte Mitte-links-Bündnis L’Ulivo erneut in die Abgeordnetenkammer gewählt. Nach dem Austritt der PRC aus diesem Bündnis im Jahr 1998 wechselte Lento zum Partito Democratico.
Lento war Mitglied der Parlamentarischen Versammlung des Europarates.

## Schriften
- Storie di ordinaria emarginazione. Editore Ianua, Roma 1992. (OCLC 31145641).
- Onorevole … per caso. [Ohne Ort] 2008.